# Julie Power
Julie Power (ook bekend als Lightspeed) is een fictieve superheldin uit de strips van Marvel Comics, en een van de vier originele leden van Power Pack. Ze verscheen voor het eerst in Power Pack #1, waarin ze werd bedacht door Louise Simonson en June Brigman.

## Biografie

### Power Pack
Julie Power is het tweede kind en de oudste dochter van James en Margaret Power. Ze werd geboren in Richmond, Virginia. Toen ze 10 jaar oud was kregen zij, haar zus Katie en haar broers Jack en Alex superkrachten van een stervende Kymellian genaamd Aelfyre Whitemane. De vier vormden hierna het superheldenteam Power Pack.
Julie wordt vaak gezien als de meest “normale” van de vier Power kinderen. In het dagelijks leven was ze verlegen en stil, en had vaak te maken met pestkoppen op school. Haar solo verhalen behandelden vaak thema’s als oppassen en tentamens op school. Julie was ook een fanatiek lezer, en werd vaak gezien met een boek in haar handen. In het Power Pack team nam ze vaak de rol van een volwassene op zich door de kostuums van het team te herstellen of te wassen, op Katie en Franklin Richards te letten en proberen conflicten op te lossen.
In gevechten beschikte Julie over snelle reflexen en was een sterke vechter. Tijdens het teams eerste gevecht met de Snarks wist ze eigenhandig een Snark schip neer te halen. Ook is ze de enige die daadwerkelijk een keer direct verantwoordelijk was voor de dood van een ander personage; Plague.

### Excelsior (Loners)
Na afloop van de Power Pack miniserie uit 2000, waarin alle leden inmiddels ouder waren, kwam Julie tot de conclusie dat het superheldenleven haar normale jeugd had verstoord. Ze verliet het team en sloot zich aan bij Excelsior (tegenwoordig bekend als de Loners), een groep van andere voormalige tienersuperhelden. Hier wilde ze een actrice worden. Wel ging ze ermee akkoord om af en toe met de Excelsiors mee te gaan op een missie.
Het is nog niet bekend hoe Julie betrokken is bij de huidige Civil War verhaallijn.

## Leeftijd
Aan het begin van de originele Power Pack serie was Julie 10 jaar, en tegen het eind van de serie 11. In de miniserie uit 2000 was ze 14. Momenteel is ze 17.
In de Power Pack miniseries uit 2005 – 2006 is ze 13 jaar, maar deze series staan los van de bovengenoemde.

## Krachten
Julie's originele kracht was die van versnelling. Ze kon met hoge snelheid vliegen, waarbij ze altijd een regenboogstreep achterliet. Hoewel ze nooit daadwerkelijk met de snelheid van het licht heeft gevlogen, zoals haar codenaam wel doet vermoeden, is wel bekend dat ze de geluidsbarrière kan doorbreken..
In Power Pack #25 wisselden de vier teamleden van krachten en kreeg Julie de dichtheidskrachten van haar broer Jack. Dit stelde haar in staat te veranderen in gas. Ze ontdekte tevens dat ze met deze krachten krachtvelden kon oproepen. Tevens leerde ze hoe ze zichzelf groter en kleiner kon maken. Daarnaast verloor ze een tijdje al haar superkrachten toen Alex ze overnam voor zichzelf. In de Power Pack Holiday Special kreeg ze tijdelijk de energiekrachten van haar zus Katie.
In Power Pack #52 kreeg ze haar oude krachten weer terug. Deze had ze eveneens in de Power Pack miniserie uit 2000. In deze miniserie ontwikkelde Julie tevens de kracht om te teleporteren over grote afstanden.
Net als haar broers en zus bezit Julie dezelfde genezende krachten die Kymellians hebben. Julie was de eerste die deze kracht gebruikte, zij het onbewust. Tevens is ze mede-eigenaar van het zelfdenkende ruimteschip Friday.
Aan het eind van de True Believers verhaallijn overleefde Julie een energiestraal van Ultron. Deze straal was normaal sterk genoeg om iemand te desintegreren. Dit kan erop duiden dat Julie wellicht nog andere krachten heeft die nog niet nader bekend zijn gemaakt.
Julie droeg een kostuum van onstabiele moleculen gemaakt door Friday. In de Power Pack miniserie uit 2000 droeg ze tevens een masker.